# Las Palmas (Chaco)
Las Palmas is een plaats in het Argentijnse bestuurlijke gebied Bermejo in de provincie Chaco. De plaats telt 5434 inwoners.